# لیمو امانی

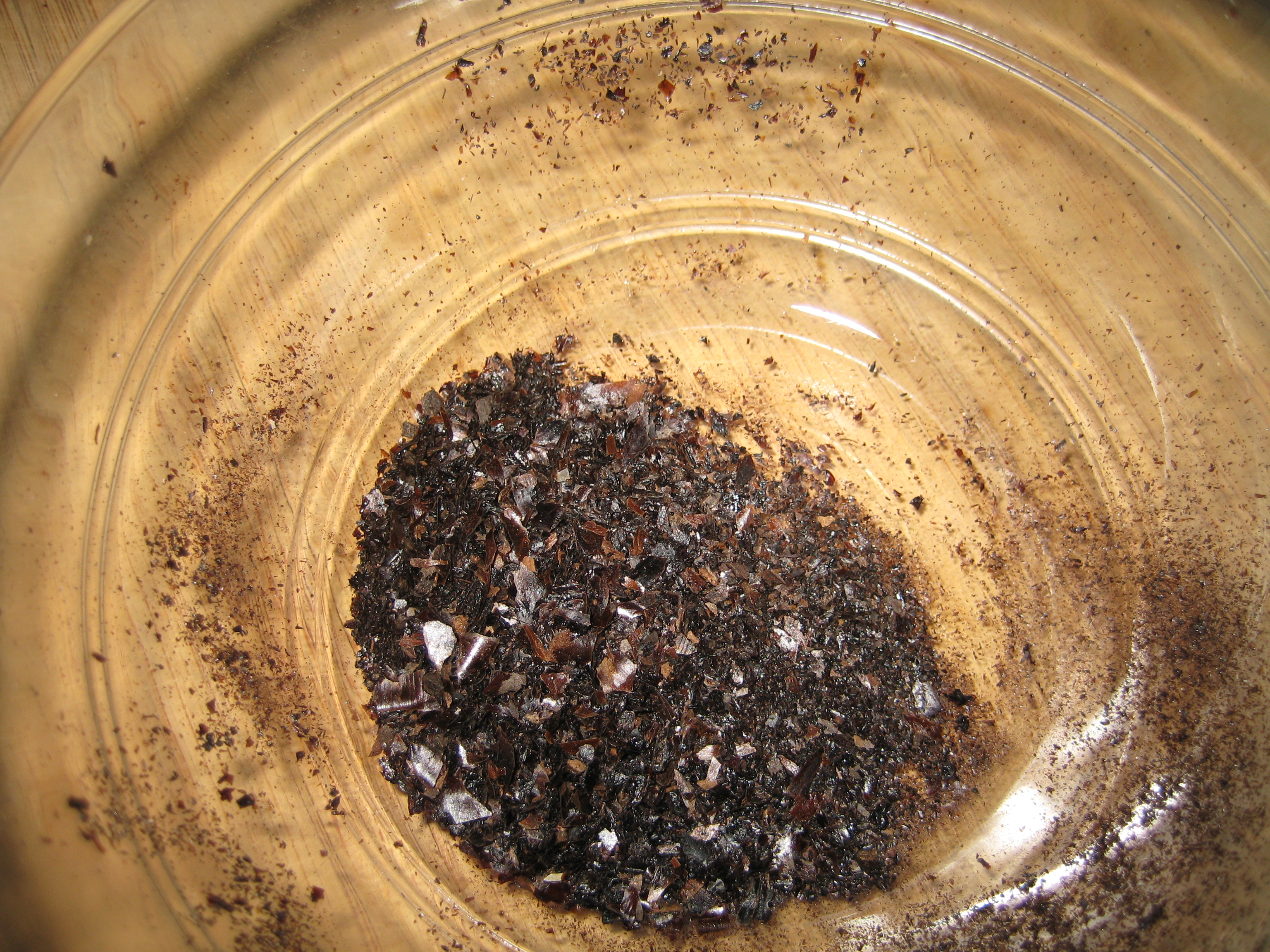
گرد لیمو امانی خشک شده

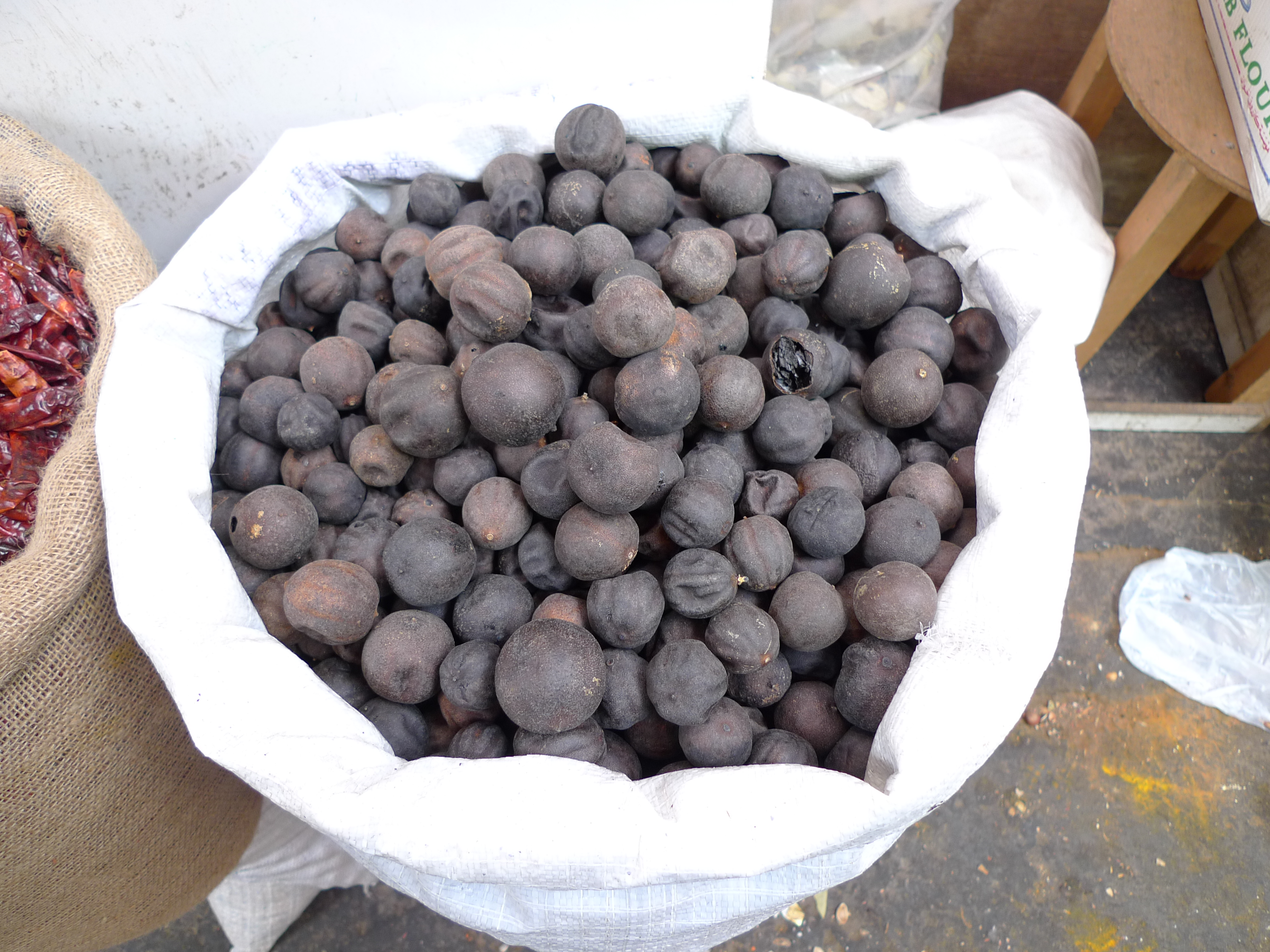
لیمو امانی خشک در منامه، بحرین

لیمو اَمانی (لیمو عمانی هم نوشته شده)  میوهٔ خشک‌شده‌ای است که به‌عنوان چاشنی در غذاهای خاورمیانه‌ای خصوصاً ایرانی استفاده می‌شود. لیمو امانی تازه رنگ خردلی دارد و بسیار ترش است، به‌طوری‌که تازه‌اش را معمولاً نمی‌توان به‌تنهایی مصرف کرد؛ بنابراین آن را در آفتاب خشک می‌کنند تا داخل آن به رنگ سیاه درآید. رنگ پوستهٔ خارجی آن از زرد قهوه‌ای تا سیاه بوده و آن را به‌صورت چاشنی در غذا مورد استفاده قرار می‌دهند. لیمو امانی به‌صورت گرد کوبیده‌شده یا درسته عرضه می‌شود.

## چرایی نامگذاری
در لغتنامه دهخدا از این محصول با نام لیمو عمانی یاد شده و آن را «لیمویی ترش که از عمان آرند» معنا کرده است، اما برخی معتقدند که شهرت آن  به غلط «عمانی» ذکر شده‌است، چراکه کشور عمان فاقد مرکباتی معروف بوده و نام درست لیمو «اَمانی» است، به دلیل این که شهر امان پایتخت کشور اردن از لحاظ محصول لیمو همچون کشورهای لبنان و فلسطین سرشناس است.
در کشور عراق و کشورهای عربی، از این لیمو با عنوان لیمو بصره یاد می‌شود

## دامنه انتشار
گیاه لیمو امانی بومی آسیای جنوبی بوده و در آمریکا و آمریکای لاتین نیز کشت می‌شود. این گیاه در مناطق مختلف جنوب و جنوب شرقی ایران نظیر بندرعباس، میناب، جهرم، جیرفت، کهنوج و شیراز، به‌طور فراوان کاشته می‌شود.

## استفاده
لیمو اَمانی معمولاً در طبخ خورش‌های ایرانی چون قرمه سبزی و قیمه استفاده می‌شود. آن‌ها را پیش از ریختن در غذا سوراخ کرده، شکسته یا خرد می‌کنند. در کشورهای دیگر گاهی نیز آن‌ها را به‌صورت گرد کوبیده به خوراکهای برنجی می‌افزایند. مثلاً در خوراک خلیجی پر ادویه‌ای با نام بهارات یا کبسا. از این محصول در کشورهای عرب همسایه همچون عراق، کویت و بحرین نیز استفاده می‌شود.
در کشور عراق لیمو امانی یا لیمو بصره، در تولید شربت لیمو استفاده می‌شود که در فصل تابستان و دمای بالای هوا خاصیت خنک‌کنندگی و رفع عطش دارد.
گفته می‌شود برای پرهیز از تلخ شدن غذا بهتر است پیش از افزودن آن به غذا تخم‌های آن را درآورد. در ضمن وقتی درسته در غذا انداخته می‌شود محل تجمع روغن شده و خوردن آن هر چند که خود کالری ندارد، توصیه نمی‌شود.

## مزه
لیمو امانی همچون دیگر مرکبات طعم ترش دارد ولی فاقد ته‌مزه شیرین در لیموهای تازه است. همچنین به‌دلیل عمل تخمیر انجام شده کمی تلخی در مزه آن احساس می‌شود.

## روش آماده‌سازی
لیموی شسته شده را کاملاً خشک کرده درون سینی قرار داده و در مقابل نور خورشید می‌گذارند. ۲ الی ۳ ساعت اول مرتب زیر و رو می‌کنند تا تمام لیمو خشک شود و سپس به مدت ۳ الی ۴ روز زیر تابش نور خورشید قرار می‌دهند تا کاملاً خشک شود.

## خواص دارویی
در طب سنتی برای لیمو امانی آثار دارویی مقوی معده، ضد نفخ، اشتهاآور، ضدعفونی‌کننده، مسکّن سردرد و رفع‌کنندهٔ علایم سرفه و سرماخوردگی قایل بوده‌اند. این ماده غذایی ویتامین ث بالایی داشته و برخی منابع آن را به عنوان یک کاهنده فشار خون (به‌صورت دم‌کرده) و حتی چربی خون توصیه می‌کنند.